# Miramontes
Miramontes är en ort i Mexiko.   Den ligger i kommunen Jiménez och delstaten Chihuahua, i den centrala delen av landet, 1 100 km nordväst om huvudstaden Mexico City. Miramontes ligger 1 319 meter över havet och antalet invånare är 153.
Terrängen runt Miramontes är huvudsakligen platt, men västerut är den kuperad. Runt Miramontes är det mycket glesbefolkat, med 3 invånare per kvadratkilometer. Närmaste större samhälle är Torreoncitos, 7,8 km sydost om Miramontes. Omgivningarna runt Miramontes är i huvudsak ett öppet busklandskap.